# Fisostigmina
La fisostigmina (nota anche come eserina) è un alcaloide ottenuto dai semi della fava del Calabar; ampiamente diffuso nelle zone tropicali africane, ed è un alcaloide parasimpaticomimetico altamente tossico che agisce come inibitore reversibile dell'acetilcolinesterasi.
Si tratta di una ammina terziaria e un farmaco colinergico reversibile utilizzato principalmente per trattare la tossicità antimuscarinica e il glaucoma.
Il farmaco attualmente non è più disponibile ma ha un rilevante interesse storico.

## Farmacologia

### Indicazione d'uso
La fisostigmina è una ammina terziaria ed appartiene alla categoria dei farmaci colinergico reversibili, che era comunemente utilizzato per gestire e trattare la tossicità antimuscarinica e il glaucoma. Sebbene di dimensioni ridotte, la sua letalità fu scoperta per la prima volta da Sir Robert Christison nel 1855. Alcuni decenni dopo, nel 1863, Sir Thomas Richard Fraser scrisse la sua tesi sulle proprietà medicinali della fisostigmina. I ricercatori Josef Pikl e Percy Lavon Julian sintetizzarono la fisostigmina per la prima volta nel 1935. Dall'anno 1863 fino ai giorni nostri, sono state effettuate numerose ricerche sulle applicazioni della fisostigmina, analizzandone l'utilizzo nel trattamento del glaucoma fino al suo impiego nella terapia dello shock settico.
La fisostigmina salicilato ha ricevuto l'approvazione della Food and Drug Administration per il trattamento del glaucoma e della tossicità anticolinergica. È impiegato inoltre nel trattamento degli effetti della tossicità anticolinergica sul sistema nervoso centrale grazie alla sua capacità di attraversare la barriera emato-encefalica. I sintomi associati alla tossicità anticolinergica includono delirio, tachicardia, midriasi, ritenzione urinaria, cute secca e ileo.
Per quanto riguarda il trattamento del glaucoma, la fisostigmina aumenta i livelli di acetilcolina disponibile per il muscolo ciliare dell'occhio, favorendo un aumento del flusso di umor acqueo e una diminuzione della pressione intraoculare. A causa dei suoi effetti collaterali aumentati, si preferiscono farmaci con minori effetti indesiderati per il trattamento del glaucoma.
Recenti studi hanno esaminato l'utilizzo della fisostigmina nell'infiammazione sistemica, nella sepsi e nell'esposizione a gas nervini. Uno studio pilota randomizzato, in doppio cieco e controllato con placebo, condotto tra il 2015 e il 2017 con 20 pazienti arruolati, ha esaminato gli effetti della fisostigmina nei pazienti con infezioni intraaddominali che hanno sviluppato uno shock settico. Non è stata riscontrata alcuna significatività statistica nei risultati tra i due gruppi di placebo (cloruro di sodio al 0,9%) e fisostigmina salicilato. Lo studio ha rilevato che il trattamento con fisostigmina salicilato è stato fattibile e con u profilo relativamente sicuro, ma sono necessarie future ricerche con un ampio campione di pazienti per valutare gli effetti della fisostigmina sul recupero dallo shock settico.
Uno studio pubblicato nel 2018 ha proposto l'utilizzo di liposomi carichi di fisostigmina per proteggere dall'esposizione a gas nervini. I gas nervini colpiscono comunemente l'acetilcolinesterasi, amplificandone l'azione. La fisostigmina può legarsi in modo reversibile all'acetilcolinesterasi e bloccare gli effetti dei gas nervini. Nello studio sono stati utilizzati liposomi per prolungare la emivita della fisostigmina, che normalmente è di 23 minuti.

### Meccanismo d'azione
La fisostigmina agisce come farmaco colinergico aumentando le quantità di acetilcolina presenti nelle sinapsi colinergiche del sistema nervoso centrale e periferico. Questo risultato è ottenuto legandosi in modo reversibile e inattivando l'enzima acetilcolinesterasi. Questo farmaco inibisce le azioni dell'acetilcolinesterasi e della butirrilcolinesterasi, due enzimi che normalmente degradano l'acetilcolina. Attraverso questo meccanismo, l'acetilcolina si accumula quindi nei siti di sinapsi dei recettori muscarinici o nicotinici, innescando potenziali di azione. Questa azione porta agli effetti sui recettori muscarinici, tra cui una riduzione delle dimensioni della pupilla, un aumento della produzione di umor acqueo, un aumento della salivazione, delle secrezioni gastrointestinali, della minzione e della sudorazione.
Gli effetti nicotinici riguardano il muscolo striato o i gangli del sistema nervoso simpatico. I sintomi consistono in crampi, fascicolazioni, contrazioni muscolari, debolezza, ipertensione e tachicardia. Gli effetti sul sistema nervoso centrale includono atassia e convulsioni, che possono portare infine a un coma.

### Sintesi
La sua sintesi ha come precursore l'amminoacido triptofano. È stata scoperta nel 1863 da J. Jobst e Otto Hesse, mentre venne sintetizzata da Percy Lavon Julian e Josef Pikl nel 1935.

### Effetti collaterali e indesiderati
La fisostigmina può causare effetti avversi significativi, sebbene siano raramente segnalati e si verifichino più comunemente a seguito di sovradosaggio o in pazienti con controindicazioni.
Gli effetti avversi gravi includono: crisi colinergica, bradicardia, ipotensione, convulsioni o allucinazioni, anafilassi (soprattutto in pazienti con allergia all'acido salicilico o solfiti), depressione/edema/arresto respiratorio, edema polmonare, arresto cardiaco, paralisi, sincope, broncospasmo e paralisi.
Le reazioni più comuni sono: nausea, vomito, diarrea, crampi addominali, lacrimazione, dispnea, miosi, sudorazione, debolezza muscolare, crampi, rinorrea, fascicolazioni, urgenza urinaria, palpitazioni, visione offuscata e agitazione.
In una revisione della letteratura che ha esaminato 161 articoli e 2299 pazienti, gli effetti avversi della fisostigmina si sono verificati in 415 soggetti. I più comuni sono stati l'ipersalivazione riscontrata in 206 pazienti, nausea e vomito riscontrati in 96 pazienti, mentre 15 hanno presentato convulsioni. Inoltre otto pazienti hanno sviluppato bradicardia sintomatica, di cui tre hanno avuto arresti bradicardici-asistolici. È stato segnalato un caso di fibrillazione ventricolare in un paziente con patologia coronarica preesistente.

### Antidoti
L'antidoto impiegato nel trattamento della tossicità da fisostigmina è l'atropina, molecola appartiene alla classe degli alcaloidi tropici ed è un farmaco anticolinergico utilizzato inoltre come antidoto per intossicazioni da pesticidi e agenti nervini.